# Världsrymden anfaller (1978)
Världsrymden anfaller (engelska: Invasion of the Body Snatchers) är en amerikansk science fiction-skräckfilm från 1978. Filmen är en nyinspelning av Världsrymden anfaller från 1956.
Filmen handlar om Elizabeth, som en dag märker att hennes pojkvän Geoffrey är som förbytt. Hon tar upp det med sin vän Matthew, som hänvisar henne vidare till psykiatern David. Han berättar att det är många i staden som upplever samma sak, som om en epidemi håller på att spridas. Så småningom uppdagas att personlighetsförändringarna är en följd av en utomjordisk invasion.

## Rollista (i urval)
| Donald Sutherland   | – Matthew Bennell    |
| Brooke Adams        | – Elizabeth Driscoll |
| Veronica Cartwright | – Nancy Bellicec     |
| Jeff Goldblum       | – Jack Bellicec      |
| Leonard Nimoy       | – David Kibner       |